# 33700
Le 33700 est le numéro de téléphone en France utilisé pour la Lutte anti-spam SMS. Il permet de signaler aux autorités la réception d'un spam SMS ou vocal.

## Historique
En 2008, le 33700 a été créé à l'initiative de Luc Chatel, alors secrétaire d'État à la Consommation. Son utilisation est effective depuis le 15 novembre 2008. Ce numéro est géré par l'Association française du multimédia mobile (AFMM). Fondée par les opérateurs Bouygues Telecom, Orange France et SFR, cette association gère aussi l'attribution des numéros courts correspondants aux SMS surtaxés (SMS+ vers des numéros à 5 chiffres).
En juin 2010, le 33700 a été élargi aux spams vocaux avec le même principe de signalement.
Au 21 juin 2010, soit 1 an et 7 mois après sa mise en fonctionnement, le service a enregistré 787 000 signalements, qui ont eu pour conséquence de faire fermer 790 numéros surtaxés litigieux.
Ces résultats correspondent à une moyenne d'une fermeture pour 996 signalements, ou une fermeture toutes les 17 heures et 39 minutes environ, depuis l'ouverture du service.
Selon la Fédération française des télécoms, au 31 décembre 2011, plus de 2,8 millions de signalements de spams par SMS avaient été transmis, dont près de 2 millions identifiés comme des spams avec des numéros de rebond vers des services surtaxés. Côté spam vocal, c’est près de 60 000 signalements qui ont été réalisés. À partir de ces signalements, les opérateurs adressent plusieurs dizaines de rappels à la loi et de mises en demeure par mois aux éditeurs indélicats identifiés par leurs services. Près de 1 590 coupures de numéros et plusieurs dizaines de résiliations de contrats ont déjà été effectuées (2012).
Depuis le 3 juillet 2012, l'opérateur Free Mobile propose aussi de « signaler tout message suspect en le transférant au numéro 33700 ».
En 2022, 2,2 millions de signalements ont été effectués. En 2023, 3,4 millions de signalements ont été reçus par le 33700.

## Procédure de signalement
Selon le type de spam la technique de signalement est un peu différente :

### Spam par SMS
L'utilisateur qui a reçu un message SMS indésirable peut le transmettre par SMS au 33700. Il reçoit en retour un message qui l'invite à compléter l'information par le numéro de l'émetteur. Le transfert au 33700 est gratuit,. 
Le transfert des SMS vers le 33700 fonctionne aussi depuis l’étranger (dans la mesure où l'opérateur français sert l'utilisateur dans le pays concerné).
Début 2023, le protocole évolue pour demander à l’utilisateur la date et l’heure, en plus du SMS reçu et du numéro d’expéditeur. Il devient aussi possible de déclarer un SMS indésirable en envoyant une copie d'écran via le site (https://www.33700.fr/signaler/).

### Spam vocal
Si un consommateur reçoit un appel ou un message douteux, l’incitant à rappeler un numéro surtaxé, il peut envoyer au 33700 la mention « spamvocal » + le numéro surtaxé à rappeler, pour réaliser un signalement. L'utilisateur reçoit alors un message de confirmation que le signalement est reçu par le service et va être traité.